# Pinjore
Pinjore é uma cidade  no distrito de Panchkula, no estado indiano de Haryana.

## Demografia
Segundo o censo de 2001, Pinjore tinha uma população de 25 498 habitantes. Os indivíduos do sexo masculino constituem 54% da população e os do sexo feminino 46%. Pinjore tem uma taxa de literacia de 76%, superior à média nacional de 59,5%: a literacia no sexo masculino é de 80% e no sexo feminino é de 71%. Em Pinjore, 13% da população está abaixo dos 6 anos de idade.